# 斯托特敦 (伊利諾伊州)
斯托特敦（英語：Stottletown）是位於美國伊利諾伊州克林頓縣的一個非建制地區。該地的面積和人口皆未知。

## 地理
斯托特敦的座標為38°41′36″N 89°26′48″W / 38.69333°N 89.44667°W，而該地的平均海拔高度為141米（即463英尺）。